# Powiat ropczycki (Galicja)
Powiat ropczycki – dawny powiat kraju koronnego Królestwo Galicji i Lodomerii, istniejący w latach 1867–1918.
Siedzibą c.k. starostwa były Ropczyce. Powierzchnia powiatu w 1879 roku wynosiła 9,85 mil kw. (566,77 km²), a ludność 67 750 osób. Powiat liczył 91 osad, zorganizowanych w 85 gmin katastralnych.
Na terenie powiatu działały 2 sądy powiatowe – w Ropczycach i Dębicy.

## Starostowie powiatu
- Szczepan Gałecki (1871–1882)
- Władysław Marynowski (1890)

## Komisarze rządowi
- Stanisław Rewakowicz (1871)
- Apolinary Sieradzki (1879–1882)
- Seweryn Chrząszczewski (1890)